# A Toast to Those Who Are Gone
Albums de Phil Ochs
Sings for Broadside
(1976) The War Is Over: The Best of Phil Ochs
(1988)
A Toast to Those Who Are Gone est un album posthume de Phil Ochs sorti en 1986. Il compile des chansons inédites enregistrées dans la première moitié des années 1960.
L'acteur Sean Penn, grand admirateur d'Ochs, a rédigé le livret de l'album.

## Titres
Toutes les chansons sont écrites et composées par Phil Ochs.
| 1. | Do What I Have to Do      | 2:36 |
| 2. | The Ballad of Billie Sol  | 2:24 |
| 3. | Colored Town              | 3:00 |
| 4. | A.M.A. Song               | 2:17 |
| 5. | William Moore             | 3:07 |
| 6. | Paul Crump                | 3:34 |
| 7. | Going Down to Mississippi | 3:04 |

| 8.  | I'll Be There                     | 2:10 |
| 9.  | Ballad of Oxford (Jimmy Meredith) | 2:51 |
| 10. | No Christmas in Kentucky          | 3:04 |
| 11. | A Toast to Those Who Are Gone     | 3:31 |
| 12. | I'm Tired                         | 2:20 |
| 13. | City Boy                          | 1:58 |
| 14. | Song of My Returning              | 5:17 |

| 15. | The Trial | 2:44 |